# Edward Pocock
Edward Pocock ou Pococke (Oxford, 8 novembre 1604-Oxford, 10 septembre 1691) est un orientaliste britannique.

## Biographie
Fils d'un pasteur de Chieveley, il fait des études au Magdalen College puis devient boursier du Corpus Christi College en 1620. Il débute en 1622 une analyse méthodique des langues orientales et publie en 1630 une édition de la version syriaque du Nouveau Testament.
Ordonné prêtre le 20 décembre 1629, chapelain des commerçants britanniques d'Alep en Syrie, il y perfectionne sa connaissance de la langue arabe.
En 1636, il devient le premier professeur d'arabe d'Oxford. Il voyage ensuite à Constantinople où il reste quatre ans. À son retour, il est nommé professeur d'hébreu à Oxford.
Ses deux fils, Edward et Thomas, furent aussi des spécialistes des langues orientales.

## Œuvres
- Specimen historiae arabum, 1648-1650
- Porta Mosis, 1655
- De veritate, 1660, traduction de l'ouvrage de Hugo Grotius
- Arabic history of Bar-Hebraeus (Greg. Abulfaragii historia compendiosa dynastiarum), 1663
- Lexicon heptaglotton, 1669
- Micah, commentaires, 1677
- Malachi, commentaires, 1677
- Hosea, commentaires, 1685
- Joel, commentaires, 1691